# Requena Nozal
José Requena Nozal (Saragozza, 25 ottobre 1947) è un pittore spagnolo autodidatta che utilizza varie tecniche (encausto, olio, acrilico e pastello). Le sue opere sono sparse sia in Spagna, in Europa e negli Stati Uniti. Ha realizzato diverse esposizioni.

## Biografia

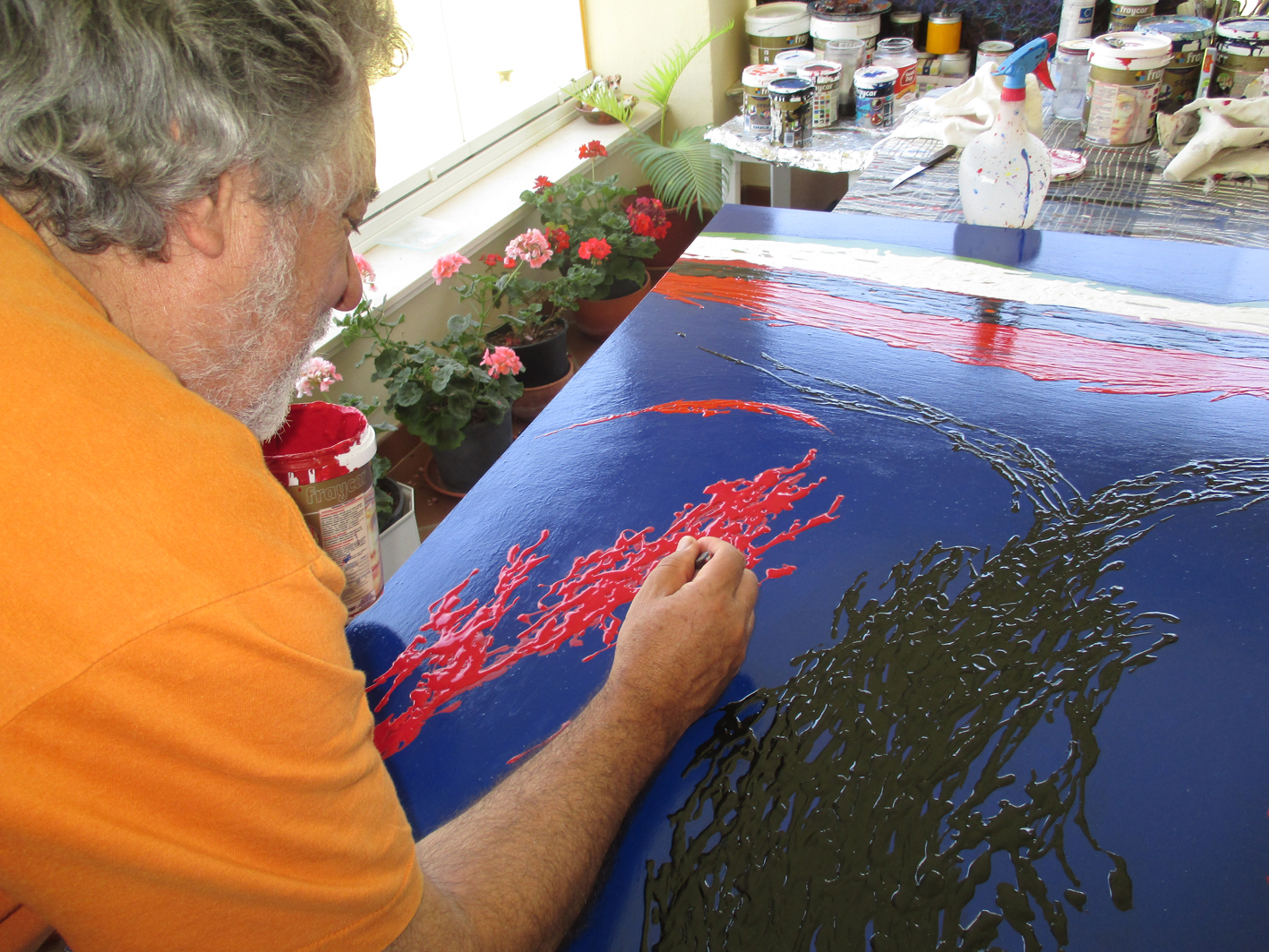
Requena Nozal mentre lavora ad una delle sue opere (2015)

È nato nel quartiere El Arrabal di Saragozza il 25 ottobre 1947.
Ha realizzato la sua prima esposizione personale nel 1975, nel Museo Provinciale della Rioja, dove si è fatto conoscere per opere figurative di tematica marginale e realizzate con tecnica ad olio.
Nel 1982 ha partecipato al «Concorso Nazionale di Pittura per Giovani Artisti» organizzato dal quotidiano ABC, nella sua edizione del «VII Premio Bianco e Nero di Pittura».
Nel 1996 ha ricevuto dalla Goya Art Gallery di New York il primo premio del «II Salone Estivo della Città di New York». Dato che non poteva essere presente alla cerimonia della premiazione, il premio è stato ricevuto da Luis Hernández del Pozo, commissario del Salone.
Dal 1997 è membro dell'Associazione Spagnola di Pittori e Scultori, con numero di associato 2753.
Nel 2016 il Comune di Denia sponsorizza il retrospettiva dal titolo «Hemeroskopeion 1980-2015» presso il Centro d'Arte l'Estació.

## Tecnica

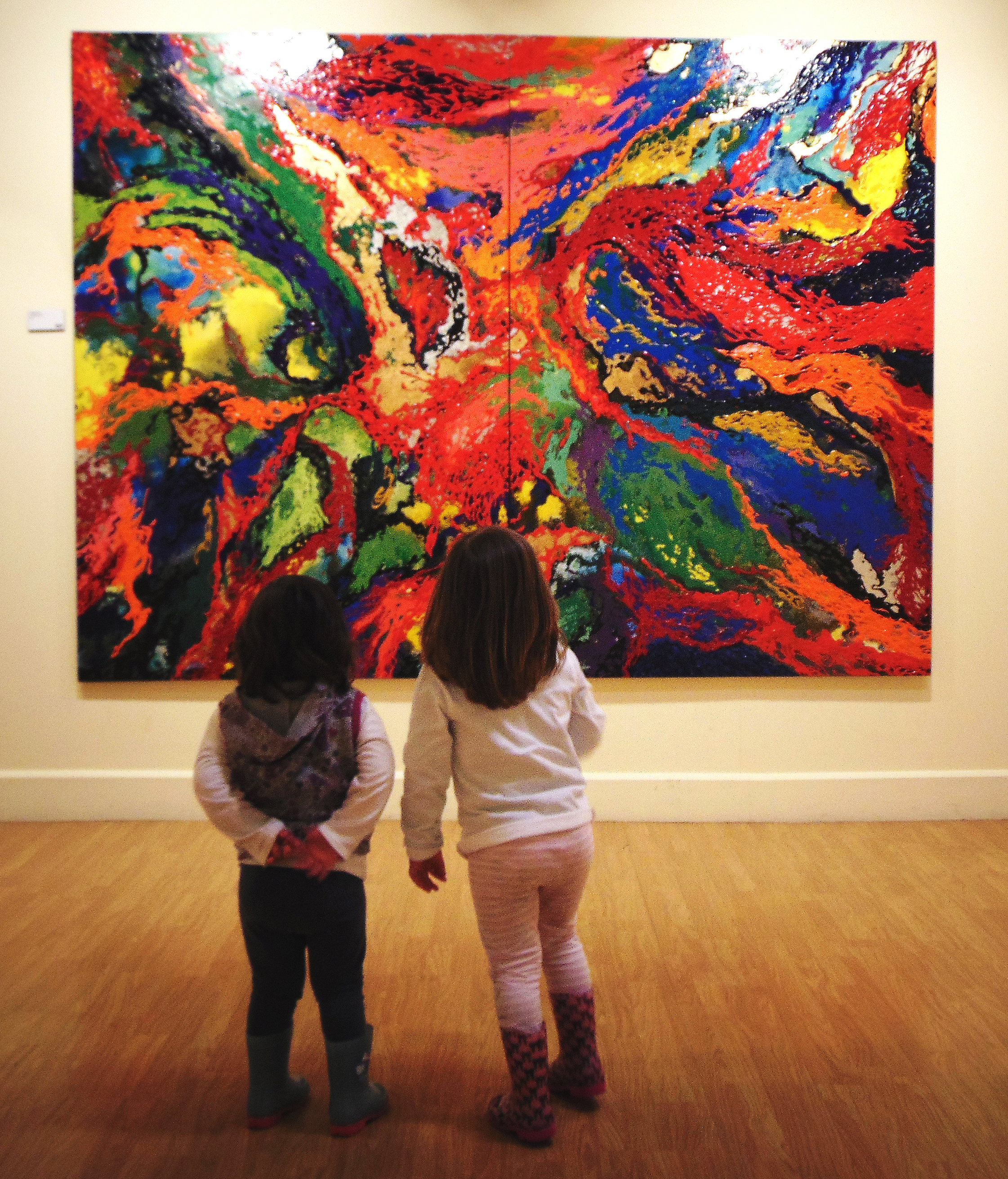
Ragazze in cerca di pittura di Yellowstone (2016)

Parte dei suoi lavori si circoscrivono all'encausto nel quale cerca «volontariamente, composizioni ambiziose e moltitudini ordinate». Nelle sue opere ha raffigurato una «varietà di ambienti [...] e un senso umano impegnato, non privo di un certo lirismo nel quale la realtà trova spazio insieme all'interesse per l'espressione di un sentimento determinato».
Dal 2004 ha cambiato in modo radicale il suo stile, virando verso un espressionismo astratto o tachisme e utilizza nelle sue opere l'encausto, l'acrilico e la foglia d'oro.

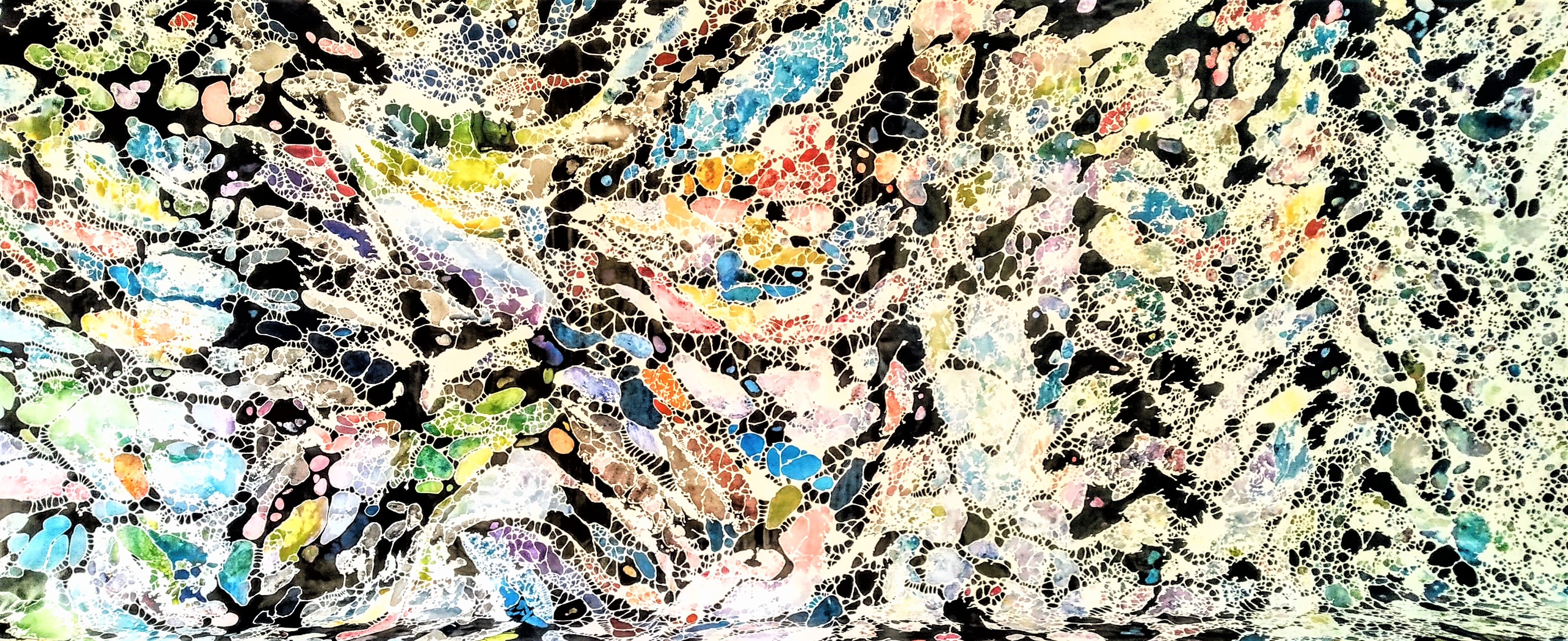
El laberinto de la memoria - [Acrilico su tela] 2018 (630x270)

## Esposizioni

### Personali
| 1975: - Museo de La Rioja, Logroño. - Ayuntamiento de La Coruña. 1978: - Museo de La Rioja, Logroño. - Delegación de Turismo, San Sebastián. - Mairie de Perpignan (Francia). - Museo Paula Becker-Modershon, Bremen (Alemania). - Museo San Telmo, San Sebastián. 1979: - Sala Gótica, Instituto Estudios Ilerdenses, Lérida. - Diputación Provincial de Lugo. 1980: - Museo Provincial de Teruel. - Atelier Galerie “GAG”, Bremen (Alemania). - Museo de La Rioja, Logroño. 1981: - Hostal Reyes Católicos, Santiago de Compostela. - Caja de Ahorros Provincial de Alicante. 1982: - Museo Arqueológico Provincial de Orense. - Museo Provincial de Logroño. - Caja de Ahorro Provincial, Tarragona. - Aula "Adsuara", Castellón de la Plana. 1983: - Delegación de Turismo, Santander. - Cajarioja, Logroño. - Museo de La Rioja, Logroño. - Caja de Ahorro Provincial, Burgos. 1984: - Galería Eureka II, Madrid. - Caja de Ahorro Provincial, Córdoba. 1985: - Ayuntamiento de La Coruña. - Cajarioja, Logroño. - Caja de Ahorros del Mediterráneo, Dénia (Alicante). - Caja de Ahorro Provincial, Huelva. - Caja de Ahorro Provincial, Vigo. |  | 1986: - Sala Gótica, Instituto Estudios Ilerdenses, Lérida. - Hostal Reyes Católicos, Santiago de Compostela. - Caja de Ahorro Provincial, Ávila. 1987: - Galería Arabesque, La Coruña. - Caja de Ahorros del Mediterráneo, Alcoy (Alicante). - Cajarioja, Logroño. 1988: - Galería "Zeus", Zaragoza. 1989: - Fundación "Kutxa" de Álava (Vitoria). - Galería "Gesfime", Zaragoza. 1990: - Galería Ansorena, Madrid. - Cajarioja, Logroño. 1992: - Cajarioja, Logroño. 1994: - Galería "Gil de la Parra", Zaragoza. 1996: - Galería "Aguado", Logroño. 1997: - Goya Art Gallery, Nueva York (EE.UU.). 2004: - Ayuntamiento de La Coruña. - Galería "Aguado", Logroño. 2016: - Centre d'Art l'Estació, Dénia (Alicante). - Palacio Ducal de los Borgia, Gandía (Valencia). - Galería Javier Román, Málaga. - Sky Gallerie, Barcelona. - Fundación Caja Rioja-Bankia, Logroño. 2017: - Sala "Coll Alas", Gandia (Valencia). - Fundación Balearia Es Polvorí, Ibiza. |

### Collettive
| 1974: - Salón Franco-Español, Burdeos (Francia). 1978: - Información y Turismo, San Sebastián. - Ayuntamiento de Zaragoza. 1980: - Sala Gótica, Instituto Estudios Ilerdenses, Lérida. 1981: - Centro Mercantil, Zaragoza. 1982: - Palacio Provincial de Zaragoza. - Palais des Fates de Talence (Francia). - Casa Municipal de Cultura, Calahorra (La Rioja). |  | 1983: - Museo de La Rioja, Logroño. - Sala Gótica, Instituto Estudios Ilerdenses, Lérida. 1989: - Galería "Gesfime", Zaragoza. 1996: - Goya Art Gallery, Nueva York (EE.UU.). 1999: - Galería "Carlos Gil de la Parra", Zaragoza. 2001: - Caja Madrid de Coruña, Aranjuez. 2015:: - Centro Cultural La Vaguada "Vanguardia", Madrid. - Museo Antonio López Torres (Tomelloso) "Exposición Itinerante CERVARTES. Castilla La Mancha". - Galería Javier Román, Málaga. |

### Concorsi
Salón Franco-Español, Burdeos (Francia).
- Palais des Fates de Talence (Francia).
- Ayuntamiento de Tárrega (Lérida).
- Palacio Provincial de Zaragoza.
- Ayuntamiento de Zaragoza.
- Palacio de las Alhajas, VII Premios Blanco y Negro de Pintura, Madrid.
- Goya Art Gallery, II Salón de Verano Ciudad de Nueva York, Nueva York (EE.UU.).
- XIII Certamen Tema Jardines, Asociación Pintores y Escultores, Aranjuez.

### Fiere d'arte
- 1989: "BIAF" Feria Internacional Art Forum 89, Barcelona.
- 2002: "FAIM" Feria de Arte Independiente, Madrid.
- 2016: "We Are Fair", Madrid.[35]
- 2016: Feria Internacional "Art Marbella", Marbella.

## Menzioni di libri e giornali
- Diccionario de Pintores y Escultores Españoles del Siglo XX. Tomo 12.[36]
- Pintores de Aragón.[37]
- Catálogo Nacional de Arte - Canart.[38]
- Revista Crítica de Arte nº 52.[39]
- Correo del Arte nº 68.[40]
- La Rioja del Lunes nº 220.[41]
- Revista Crítica de Arte nº 182.[42]
- Diario La Rioja nº 36786.[43]

## Galleria d'immagini

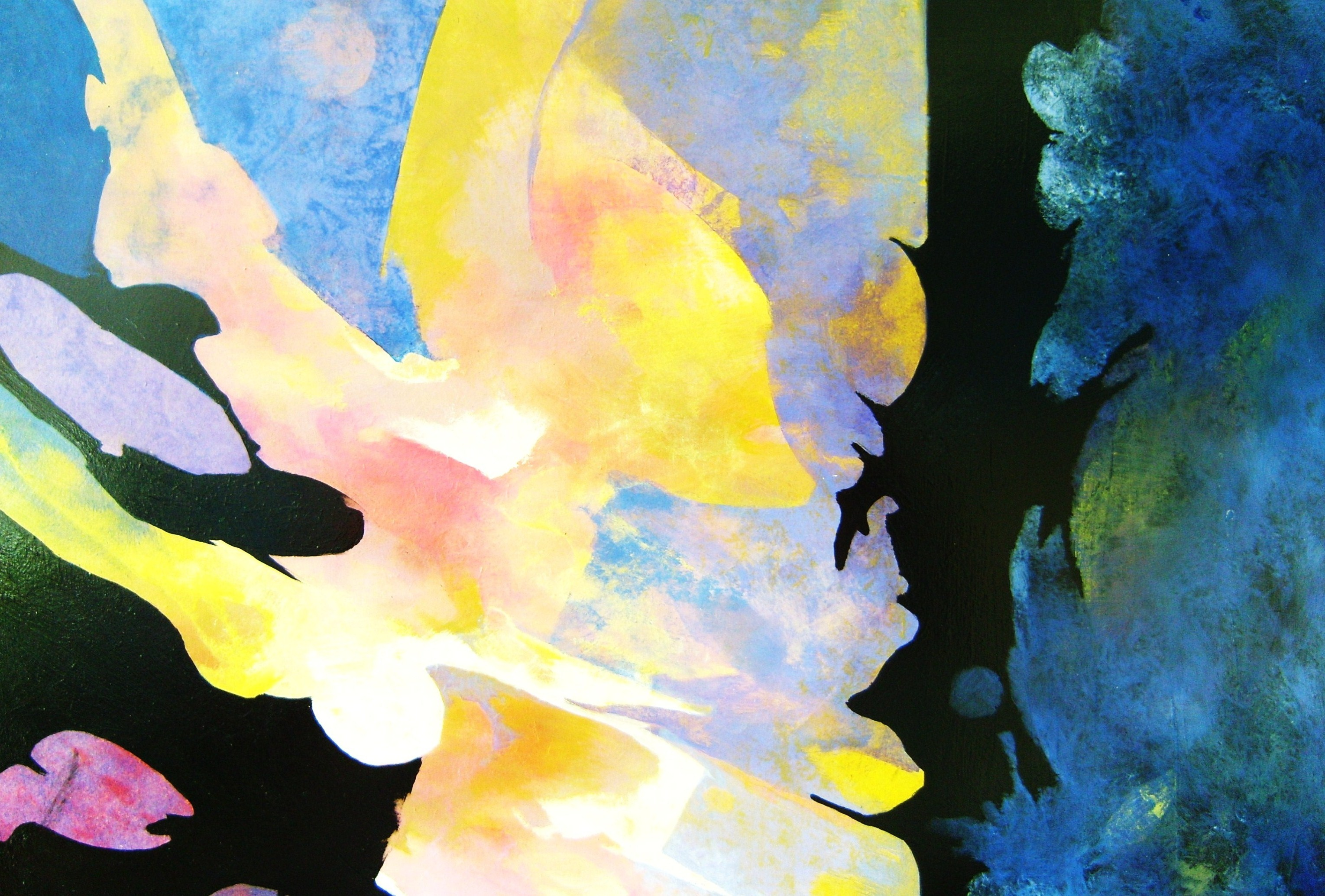
Celeste I [Acrílico sobre tablex] 2006 (70x50)
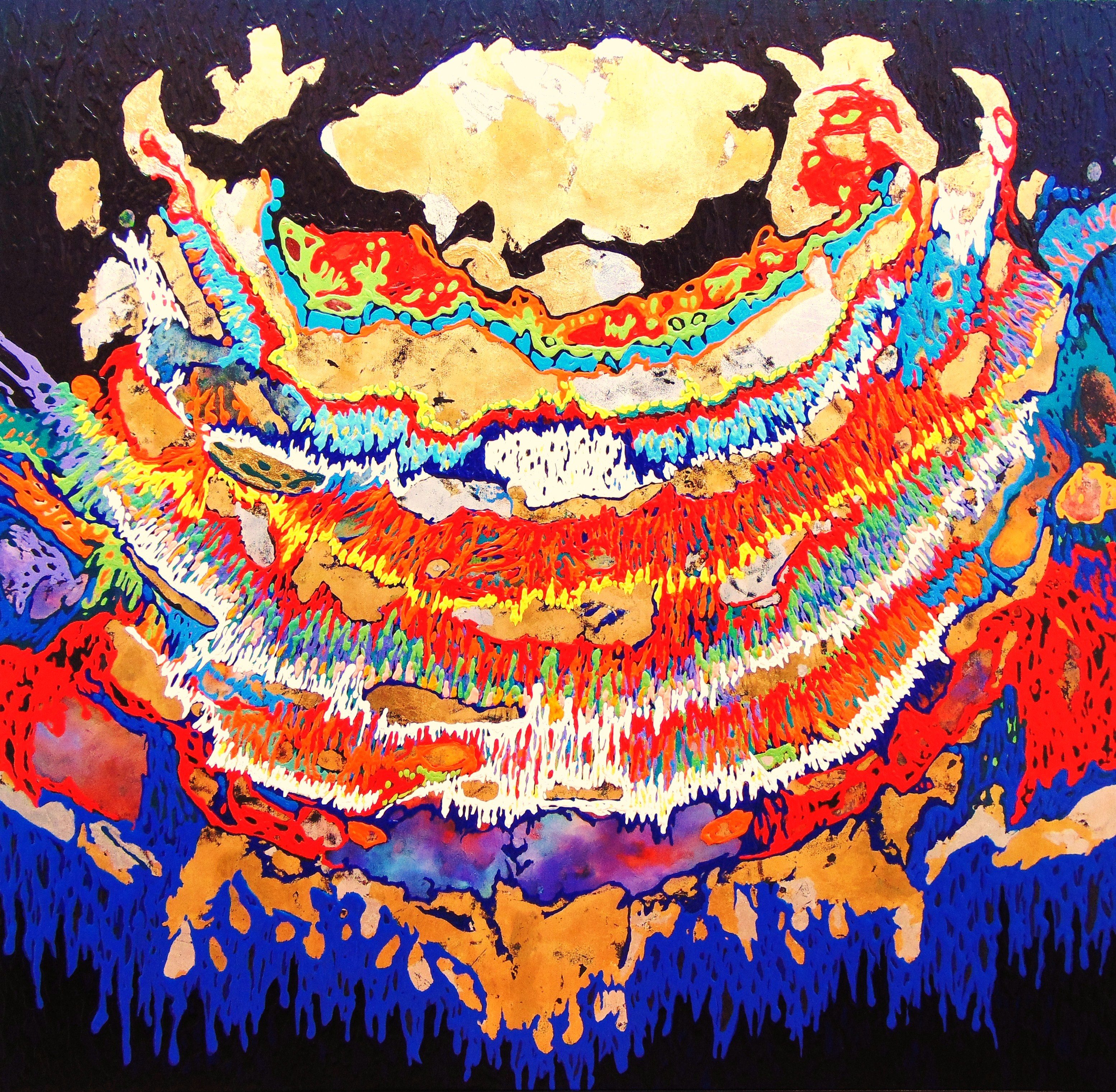
Collar egipcio [Acrílico y pan de oro sobre tablex] 2015 (122x118)
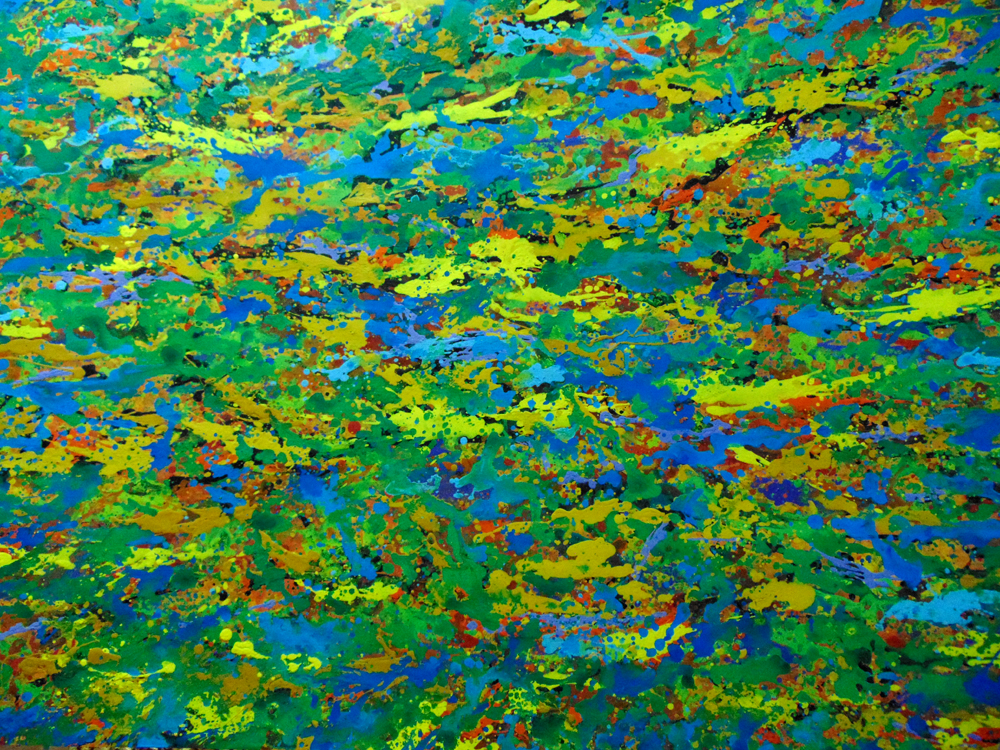
Homenaje a Gora [Acrílico sobre papel y tablex] 2014 (100x70)
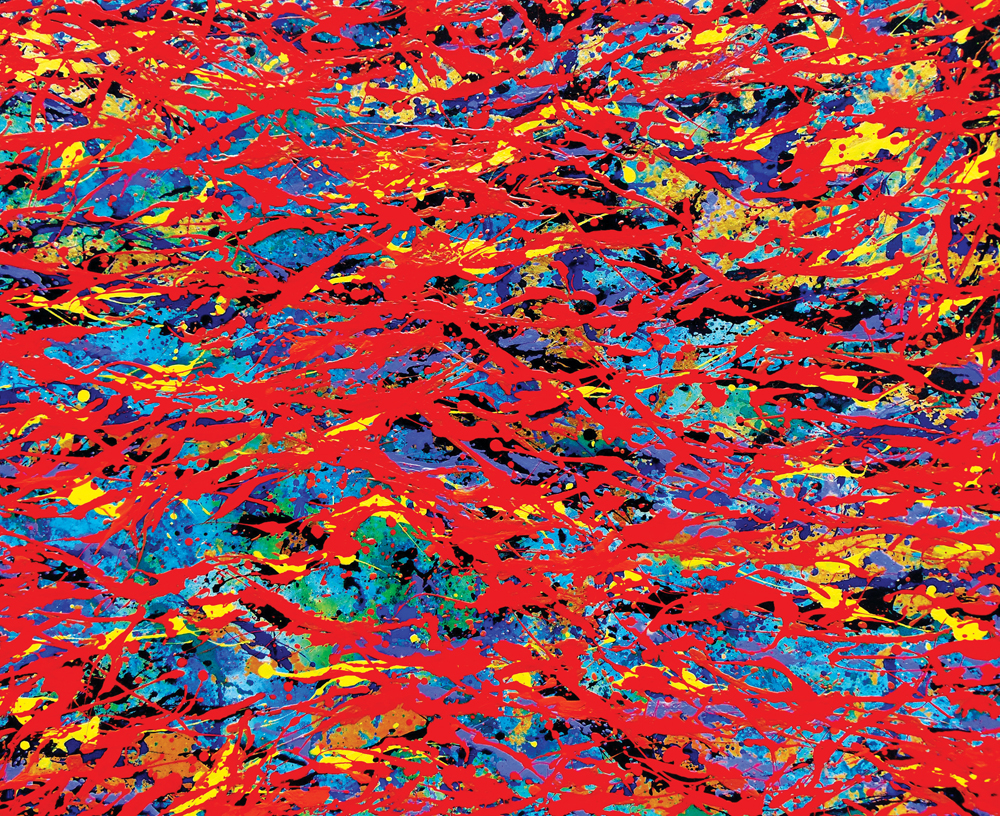
Hatshepsut II [Acrílico y pan de oro sobre tablex] 2015 (120x100)
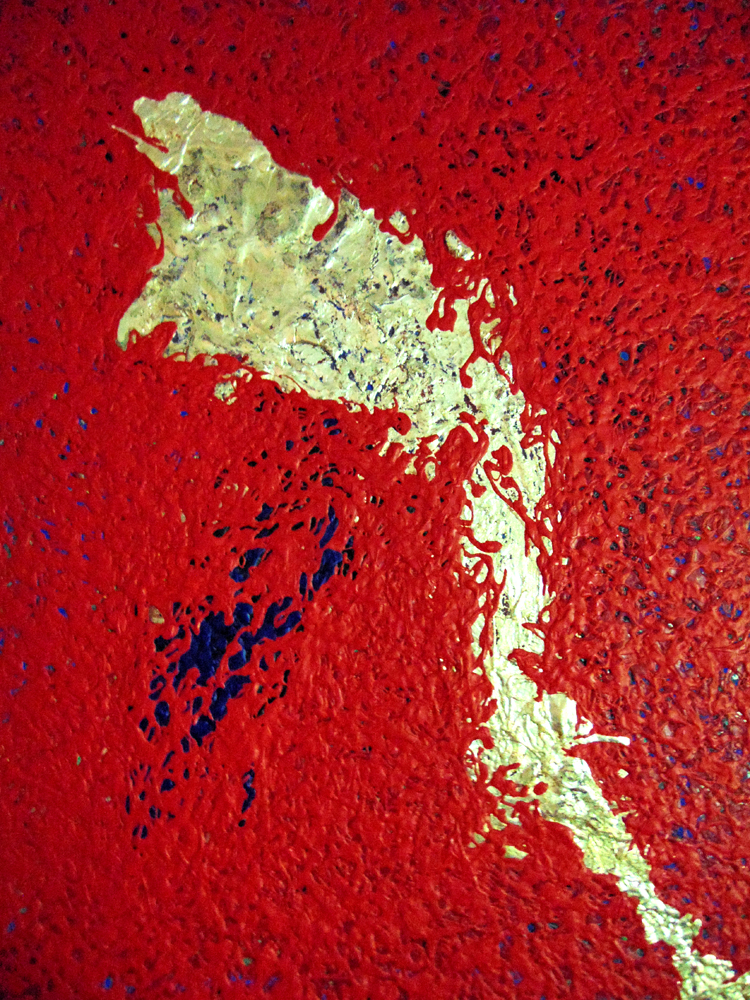
Lago Dorado [Acrílico y pan de oro] 2015 (122x100)
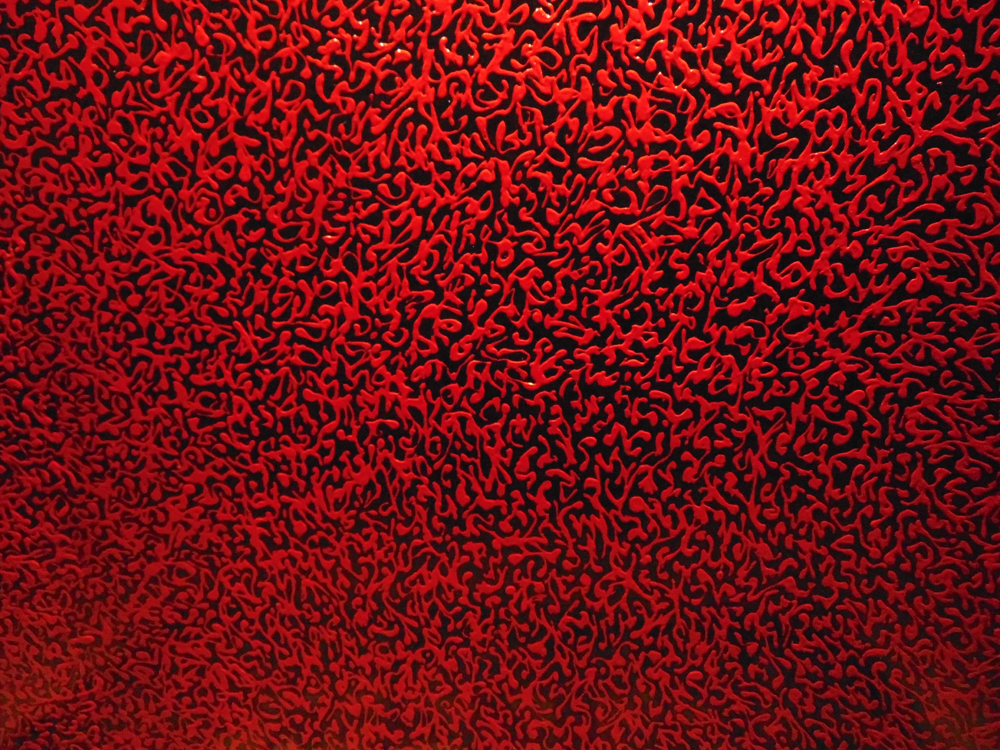
Dianium 7 [Acrílico sobre lienzo] 2015 (195x130)
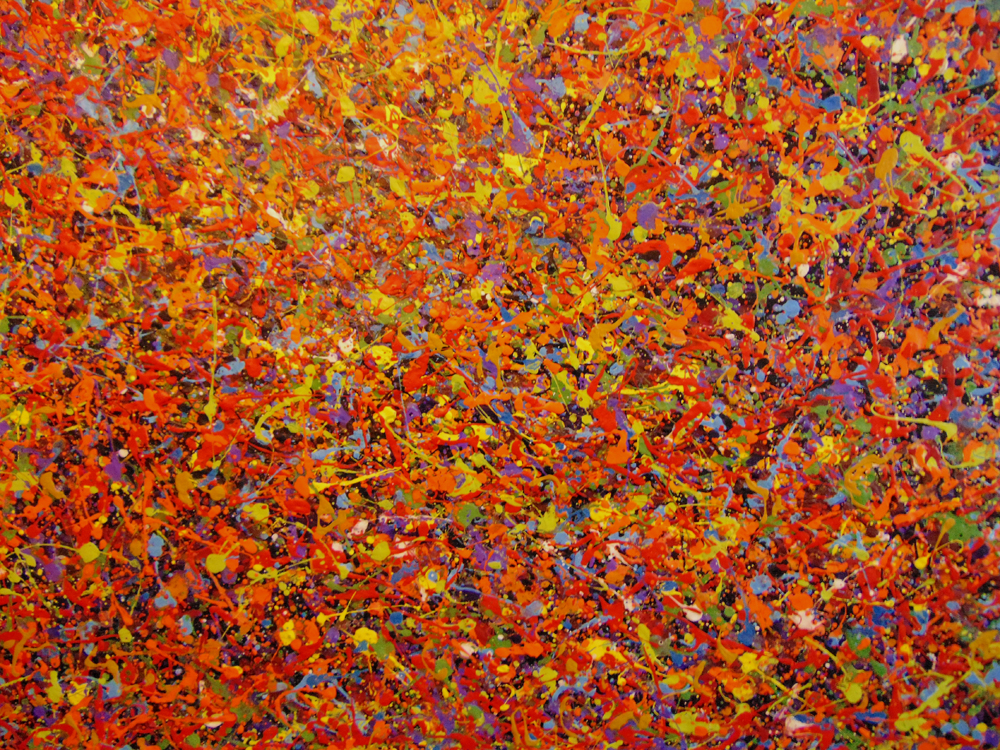
Dianium 16 [Acrílico sobre papel y tablex] 2015 (100x70)
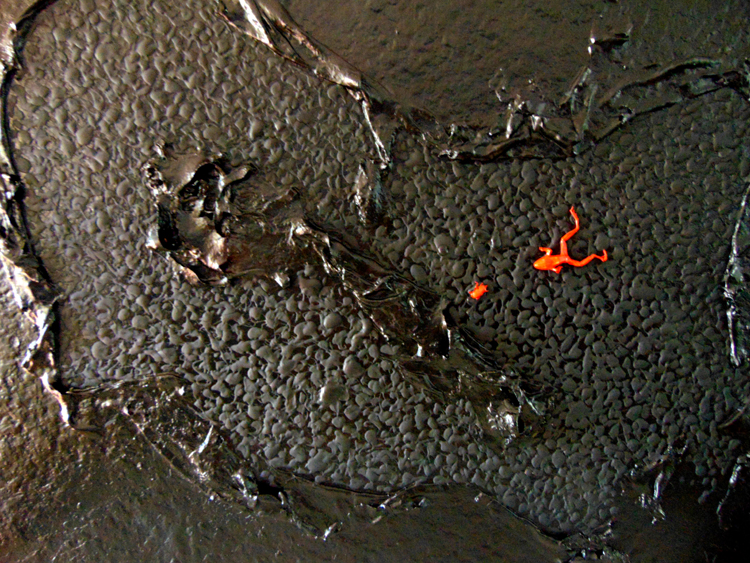
El fin es el fin [Técnica mixta sobre lienzo] 2016 (122x100)
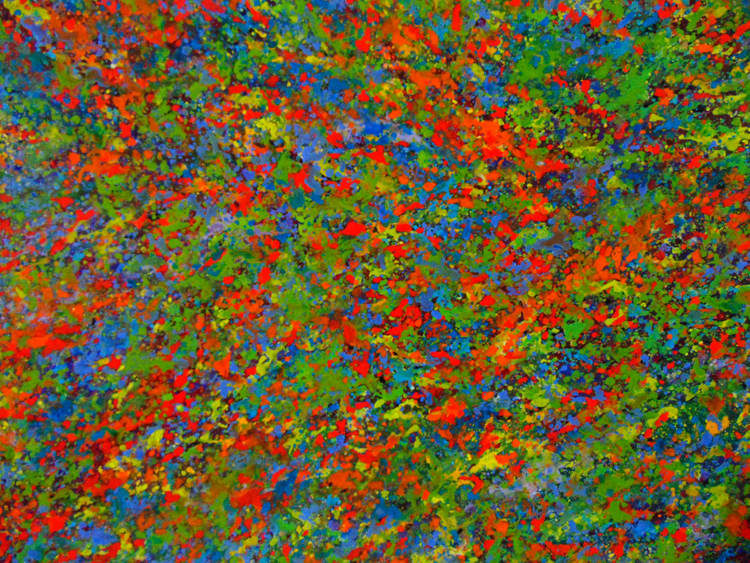
Murano IV [Acrílico sobre lienzo] 2016 (122x100)
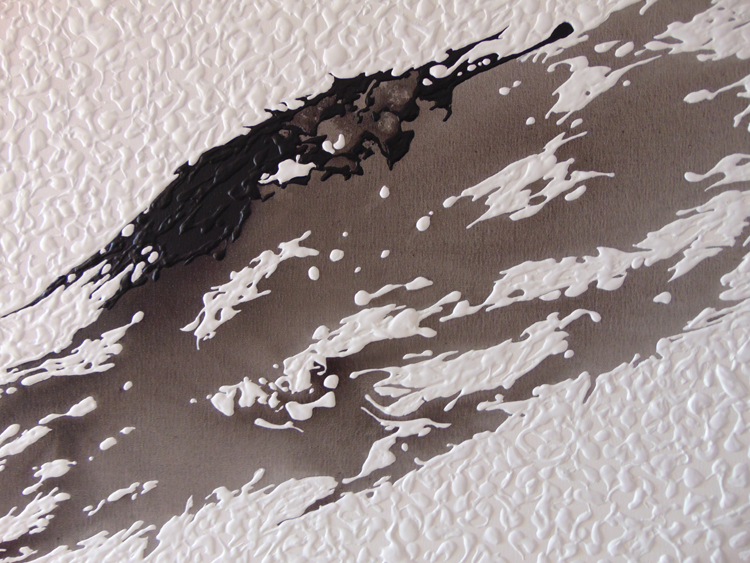
Sin Título [Acrílico sobre lienzo] 2016 (100x70)
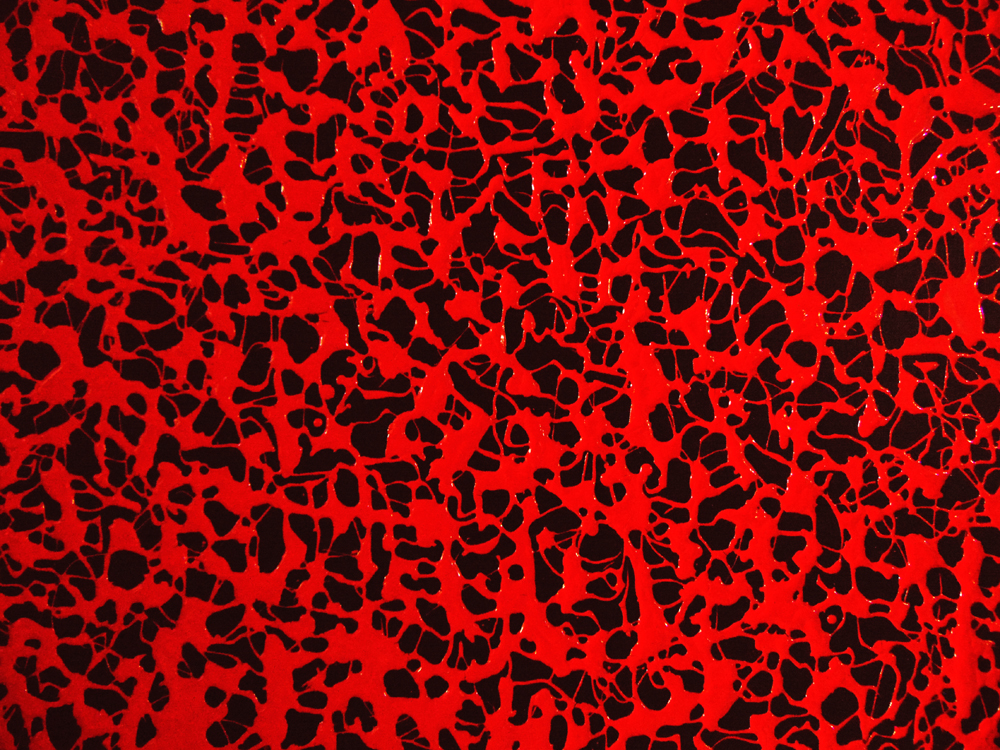
Serie Micra [Acrílico sobre bastidor] 2016 (50x50)
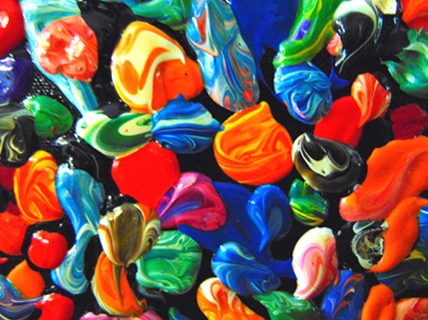
Fragmento Murano
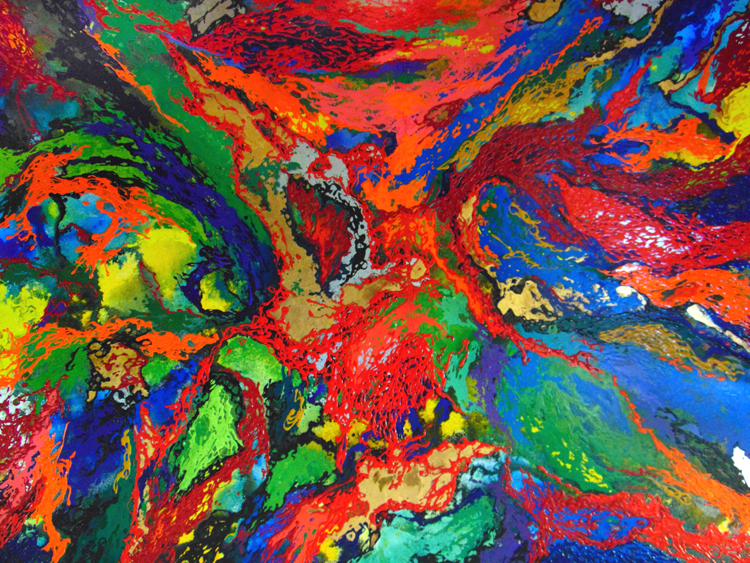
Yellowstone [Acrílico y pan de oro sobre lienzo] 2015 (260x195)
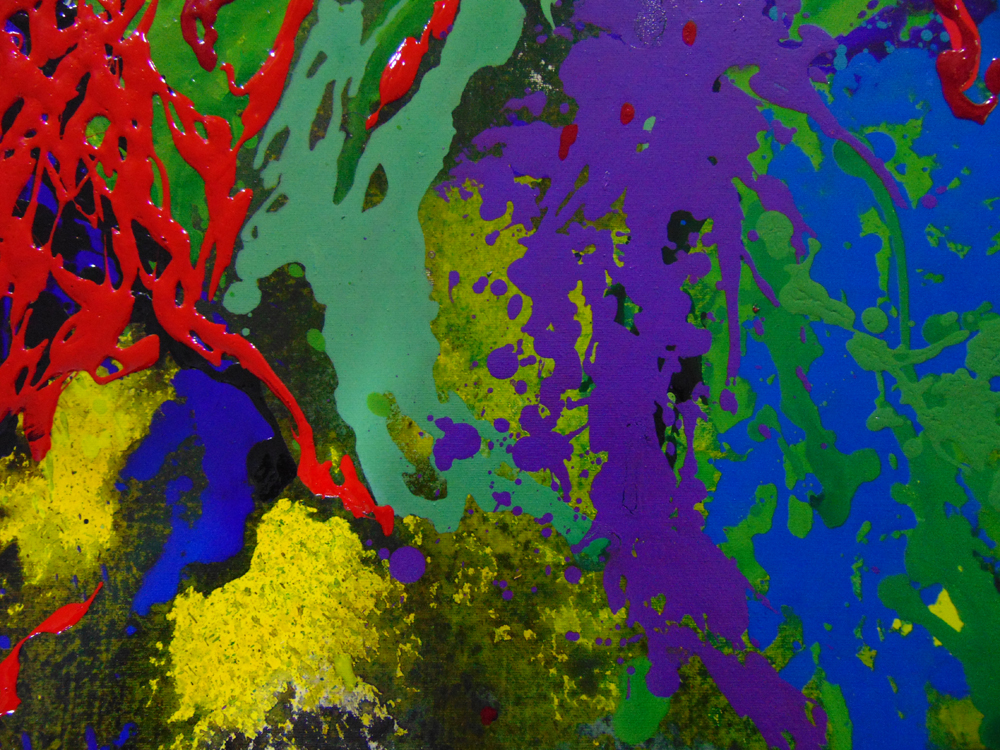
Fragmento de la obra Yellowstone (2015)
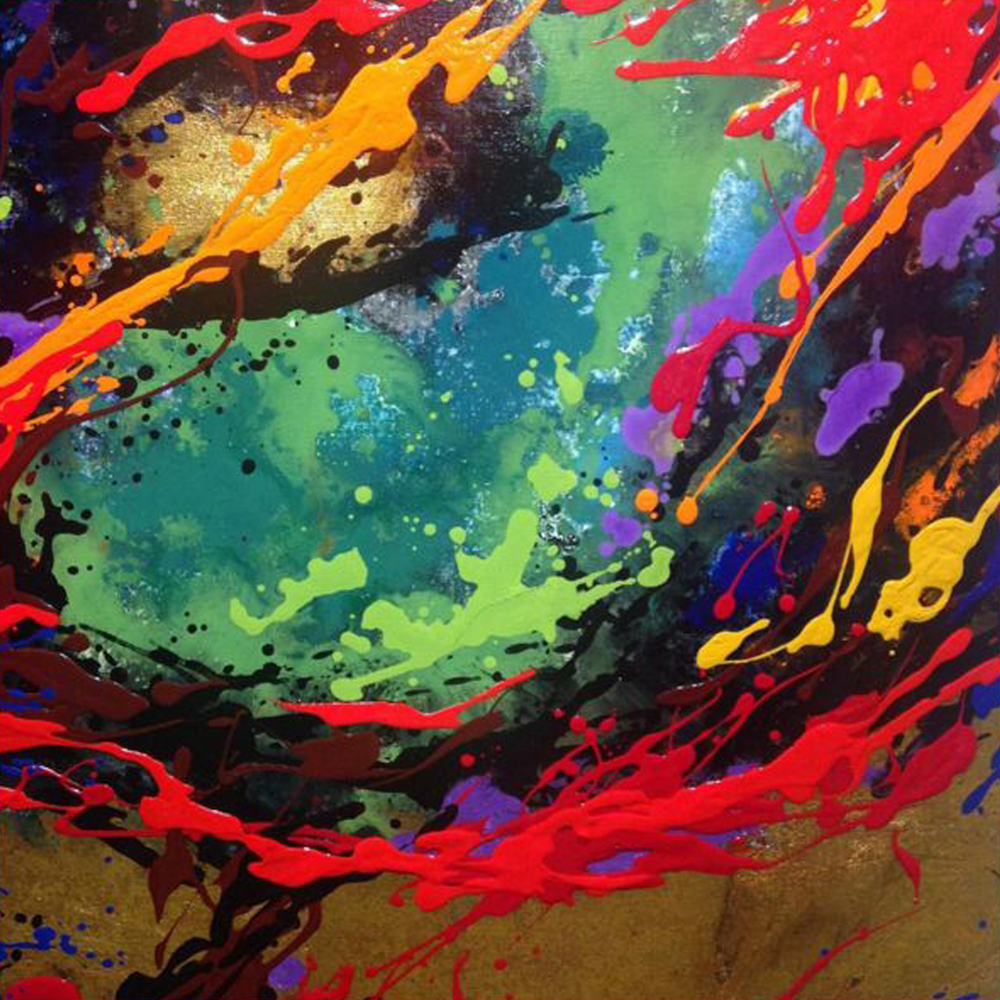
Fragmento de la obra Yellowstone (2015)
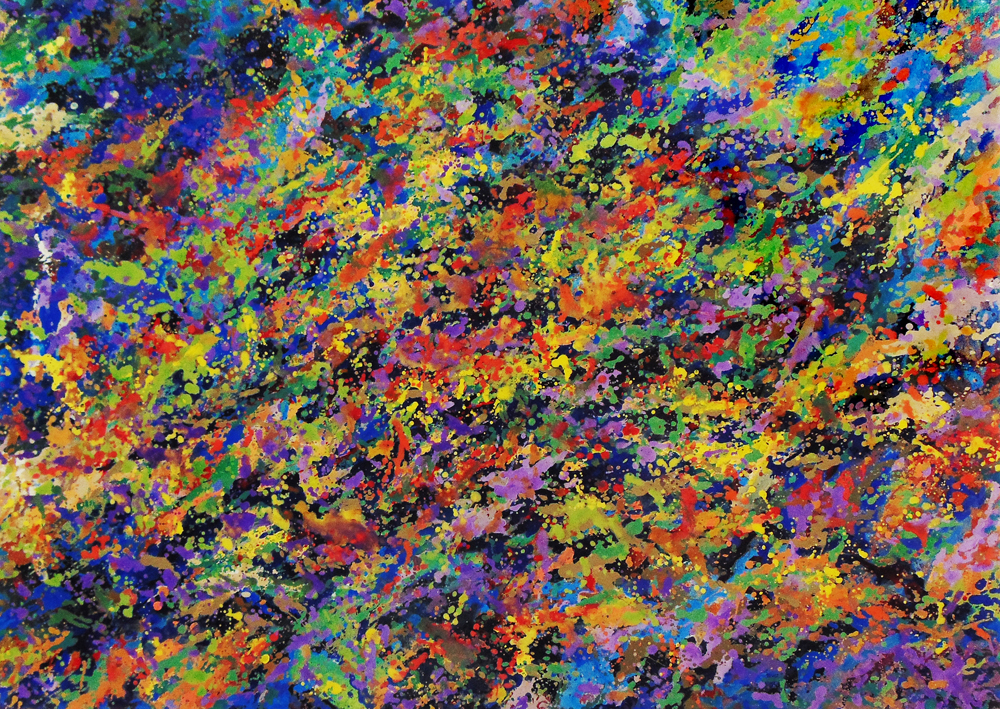
Recuerdo a Ulmer (Acrílico sobre tablex) 2014 (100x70)